# Leijona Catering
Leijona Catering Oy est une entreprise publique de restauration collective fondée en 2012 à la suite de l'intégration des services de restauration des forces armées finlandaises.

## Présentation
Leijona Catering Oy est une entreprise de services alimentaires fondée en 2012.
Les forces armées finlandaises sont le principal client à qui Leijona Catering fournit tous les services alimentaires. L'autre client majeur est l'agence des sanctions pénales, avec laquelle un accord de partenariat a ere conclu en 2018.

## Varuskuntaravintolat
Les restaurations de garnison gérées par Leijona Catering sont :
| Lieu                   | Restaurant   | Clients                                                                 |
| ---------------------- | ------------ | ----------------------------------------------------------------------- |
| Hamina                 | Rokka        | Académie militaire                                                      |
| Parolannummi, Hattula  | Ruben        | Brigade blindée                                                         |
| Suomenlinna, Helsinki  | Hilma        | Académie navale                                                         |
| Santahamina, Helsinki  | Ignatius     | Grande école de la défense nationale Commandement des forces de défense |
| Santahamina, Helsinki  | Sahara       | Régiment de Jaeger                                                      |
| Tikkakoski, Jyväskylä  | Luonetti     | Académie des forces aériennes                                           |
| Hoikankangas, Kajaani  | Hoikanhovi   | Brigade de Kainuu                                                       |
| Niinisalo, Kankaanpää  | Falkonetti   | Brigade de Pori                                                         |
| Upinniemi, Kirkkonummi | Ankkuri      | Brigade côtière                                                         |
| Utti, Kouvola          | Kotka        | Régiment Jaeger                                                         |
| Vekaranjärvi, Kouvola  | Linna        | Brigade de Carélie                                                      |
| Kuopio                 | Cirrus       | Commandement aérien de Carélie                                          |
| Lappeenranta           | Rakuuna      | Académie militaire                                                      |
| Dragsvik, Raasepori    | Creutz       | Brigade d'Uusimaa                                                       |
| Riihimäki              | Liesi        | Brigade blindée                                                         |
| Rovaniemi              | Somero       | Brigade de Jaeger                                                       |
| Sodankylä              | Tähti        | Brigade de Jaeger                                                       |
| Huovinrinne, Säkylä    | Rumpalipoika | Brigade de Pori                                                         |
| Tampere                | Sääksi       | Commandement aérien de Satakunta                                        |
| Pansio, Turku          | Poiju        | Flotte côtière                                                          |